# 2006 HX122
2006 HX122 est un objet du disque des objets épars encore mal connu qui est en résonance faible avec Neptune.

## Caractéristiques
2006 HX122 mesure environ 291 kilomètres de diamètre.